# 葛飾区立本田小学校
葛飾区立本田小学校（かつしかくりつ ほんでんしょうがっこう）は、東京都葛飾区立石にある区立小学校。

## 概要
- 通級指導学級（発音等）設置校[3]
- 平成22・23年度　葛飾区研究教育推進校（道徳科）
- 総務省「フューチャースクール推進授業」推進校[4]
- 文科省「学びのイノベーション」実証校[4]
- 葛飾区教育委員会教育研究指定校（体育科）

## 沿革
- 1874年12月 - 第6中学区第4番青戸分校として立石村62番地の西円寺に設立される。
- 1875年7月4日 - 青戸学校から独立し、第6中学区第15番竪石学校と改称。
- 1879年1月 - 現在の位置へ校舎が移転する。
- 1889年4月 - 本田村立本田東尋常小学校と改称。
- 1902年8月 - 本田西尋常小学校と合併し本田町立尋常小学校となり、現在の場所に校舎改築。
- 1929年4月 - 本田第二尋常小学校（現:よつぎ小学校）が独立。
- 1932年4月 - 本田第三尋常小学校（現:葛飾小学校）が独立。
- 1934年5月 - 渋江小学校に、児童1109名を分離。
- 1941年4月 - 国民学校令により、本田国民学校と改称。
- 1944年8月 - 戦局の悪化により、新潟県赤倉へ学童疎開始まる。
- 1947年4月 - 学制改革により、葛飾区立本田小学校と改称。
- 1948年7月 - PTA発足。
- 1953年9月 - 川端分校開校。
- 1954年 - 川端分校（現:川端小学校）独立。
- 1957年10月 - 西側鉄筋校舎3階建8教室落成（葛飾区第一号となる鉄筋校舎）。
- 1975年
  - 7月 - 鉄筋校舎化工事完了
  - 9月 - ことばの教室（通級指導学級）開設
- 1976年5月15日 - 100周年記念式典挙行。
- 1990年3月 - 体育館落成。
- 1992年4月 - 機械警備導入。
- 1997年3月 - コンピューター室設置。
- 2004年10月 - 耐震工事・外装工事完了。
- 2009年2月 - バリアフリー工事完了。
- 2010年3月 - 太陽光発電装置設置。

## 教育目標[5]
以下の3点を教育目標として設定している。
- 心の温かい子（感じて、考え、行動する子）
- 学ぶ子（自ら学び、共に考え、行動する子）
- たくましい子（主体的に挑戦する子）

## 通学区域
- 葛飾区
  - 東立石三丁目の29番〜32番以外、四丁目の16番・18番〜55番
  - 立石一丁目

## 進学先中学校
- 葛飾区立本田中学校

## 学区 / 校区内の主な施設
- 立石仲見世下町マーケット
- 葛飾区役所
- 東立石地区センター
- 葛飾東立石郵便局

## 交通
- 京成押上線京成立石駅より徒歩4分
- 京成バス本田小学校前バス停より徒歩1分

## 関係者

### 出身者
- つげ義春（漫画家）